# Kalvínske hlasy
Kalvínske hlasy a Szlovákiai Református Keresztyén Egyház szlovák nyelven megjelenő  lapja. Első lapszámát 1930-ban adták ki. Magyar nyelven Kálvinista Szemle címmel jelenik meg.